# Xã Pelican, Quận Ramsey, Bắc Dakota
Xã Pelican (tiếng Anh: Pelican Township) là một xã thuộc quận Ramsey, tiểu bang Bắc Dakota, Hoa Kỳ. Năm 2010, dân số của xã này là 39 người.